# Рейв (альбом)
«Рейв» — седьмой студийный альбом группы «Операция Пластилин» издан лейблом Soyuz Music 21 января 2019 года.

## Информация об альбоме
Альбом вышел 21 января 2019 года, несмотря на первоначально оглашённую дату 1 февраля 2019 года. Задумка релиза была в том, чтобы выпускать отдельно по несколько синглов в месяц, в хронологическом порядке и к объявленной дате выложить последний, заключительный сингл и тем самым собрать альбом воедино. К моменту релиза было доступно 7 синглов с альбома в их числе: «Вечный рейв», «Розовые волосы», «Дети улиц мутят движ», «Район», «Не узнавай меня», «ППЗДМ», «Сон говнаря». В тексте песни «Розовые волосы» присутствует прямое упоминание повести «Гранатовый браслет» писателя Александра Куприна. По признанию вокалиста и автора текстов Анатолия Царёва повесть произвела сильное впечатление в подростковом возрасте. В композиции «Дети улиц мутят движ» присутствует строчка отсылающая к роману Generation «П» Виктора Пелевина. Над проигрышем песни музыканты работали около двух недель. На заднем плане композиции «Карма» скрипичные партии играют мотив песни «Ты не верь слезам» поп-исполнителя Шуры. Альбом выпущен на физическом носителе в формате диджипака с 12-страничным буклетом и заявлен группой как “альбом-комикс”. Каждая песня сопряжена с иллюстрированной страницей буклета и имеет концептуально-тематическую подоплёку альбома.
— Все атрибуты этого альбома нужно воспринимать вместе. Если взять только название – сформируется ошибочное мнение (мол «да какой же это рейв» или «скатились от панка до рейва» итп). Если взять только песни без комикса – не будет цельной истории. Если взять только комикс без песен – аналогично. Кроме этого, важна и обложка, и цветовая гамма, и даже знание истории нашей группы. Все создает определенное настроение. ...
«Рейв» в контексте всего этого небольшого созданного нами мира – это образ современной России и нашего места в ней. — Анатолий Царёв 
Альбом изначально создавался в Москве, но в ходе рабочего процесса было решено отдать «Рейв» звукорежиссёру из Тамбова Дмитрию Корякину так как музыкантам не нравился финальный вариант альбома. Так прокомментировал это решение Анатолий Царёв в интервью порталу Underdog:
Нашему звукорежиссеру в Тамбове, который все время работал у нас на записи, я не доверял. Мы думали, что у него нет достаточного опыта, чтобы делать финальные миксы, крутые мастера. Мы приехали на студию, и я говорю: Диман, прикинь, Игорь сделал трек, который никому не понравился, и все такое. Он послушал, говорит: ну да, не очень. И начинает про свое что-то рассказывать: я кредит взял на канализацию, мне нужно дом строить и все такое. Я говорю: Диман, погоди, а сколько у тебя кредит? И он называет точно такую же сумму, которую мы должны отдать за сведение и за мастеринг! Я говорю: Диман, давай ты будешь сводить, слушай, вот такая тема... Он реально загорелся, говорит: ой, я и кредит закрою... то есть все начало складываться, как пазл. — Анатолий Царёв 
Впервые для записи альбома группа арендовала дорогое оборудование. Для создания песен «Вечный рейв» и «Розовые волосы» были использованы аналоговые синтезаторы фирм Mickorg и Spire над которыми работал Сергей Горев. На запись гостевого вокала планировалось пригласить Александра «Чачу» Иванова, но тот проигнорировал приглашение на участие в записи вокальной партии для песни «Вечный рейв». Презентация альбома прошла на большом концерте в Москве в Adrenalin Stadium 23 марта 2019 года и в Санкт-Петербурге 6 апреля в клубе «Космонавт».

## Рецензии
Коллектив играет весьма энергично, но интересные песни соседствуют с совершенно «никакими». А теперь представьте, что этот альбом вы включили, зная, что через пару месяцев «Операция Пластилин» собирается устроить концерт в Adrenaline Stadium, который на заре своего существования называл себя «гигант-клубом». ... если бы «Рейв» принёс что-то новое, то и преамбула этого текста была бы иной. «Операция Пластилин» по-прежнему бодра и зла, но, по-моему, не настолько, чтобы собрать аншлаг в «Стадиуме».
Кое-что на альбоме зацепило даже чёрствого рецензента: лерическая мелодичная песня «Не узнавай меня», может, звучит и несколько более «сопливо» по сравнению с обычным творчеством «Операции Пластилин», но зато она производит впечатление и запоминается.
— Алексей Мажаев, InterMedia

Действительно, человек сам загоняет себя «за решётку», устанавливает рамки, ограничивает свою свободу. Неслучайно в комиксе присутствует цитата из рассказа Антона Павловича Чехова «Человек в футляре»: «Как бы чего не вышло». Потому что на протяжении всего творчества писатель рассматривает, в какие футляры люди себя заключают, а также изучает ориентиры, определяющие их поступки. Не надо культивировать собственный страх бесконечными размышлениями, отгораживаясь от жизни и прячась от действительности. Иначе человек выглядит незрелой личностью и лжецом. Известно, что гражданское общество основано на том, что каждый может быть таким, какой он есть. Индивидуальность честная и созидательная должна приветствоваться. Проще говоря, надо ежедневно делать самое необходимое для улучшения жизни: «встал поутру, умылся, привел себя в порядок – и сразу же приведи в порядок свою планету» (Антуан де Сент-Экзюпери). 
— «Рок Волна», Елена Батарина

## Список композиций
Все тексты написаны Анатолием Царёвым, вся музыка написана группой «Операция Пластилин».
| №                   | Название               | Длительность |
| ------------------- | ---------------------- | ------------ |
| 1.                  | «Вечный рейв»          | 4:35         |
| 2.                  | «Розовые волосы»       | 3:32         |
| 3.                  | «Дети улиц мутят движ» | 4:18         |
| 4.                  | «Район»                | 5:13         |
| 5.                  | «Не узнавай меня»      | 5:30         |
| 6.                  | «ППЗДМ»                | 3:46         |
| 7.                  | «Сон говнаря»          | 4:30         |
| 8.                  | «Карма»                | 3:08         |
| 9.                  | «Лишний человек»       | 3:26         |
| 10.                 | «Революция»            | 2:50         |
| Общая длительность: | Общая длительность:    | 40:48        |

## Участники записи
| Операция Пластилин - Анатолий Царёв — вокал, гитары, клавишные, синтезаторы. - Екатерина Цион-Княжева — скрипка, вокал. - Иван Клюшин — гитары, бэк-вокал. - Михаил Бушуев — бас-гитара, бэк-вокал. - Сергей Зимарин — ударные, семплы. | Технический персонал - Андрей Зарков — звукорежиссёр-техник. - Сергей Горев — звукорежиссёр, синтезаторы (треки 1, 2). - Дмитрий Корякин — запись, сведение, мастеринг. - Екатерина Орлова — дизайн-оформление. |